# Dimapur (district)
Dimapur is een district van de Indiase staat Nagaland. Het district telt 378.811 inwoners (2011) en heeft een oppervlakte van 926 km².
Dimapur · Kiphire · Kohima · Longleng · Mokokchung · Mon · Noklak · Peren · Phek · Tuensang · Wokha · Zunheboto